# Waris Jari Hantu
Pour plus de détails, voir Fiche technique et Distribution.
Waris Jari Hantu est un film malaisien réalisé par Shuhaimi Baba, sorti en 2007.

## Synopsis
Tok Wan Rimau est la gardienne vieillissante de l'esprit héréditaire du tigre, qui recourt aux herbes et au massage pour leurs propriétés curatives. Elle cherche une femme qui devienne l'héritière de ses pouvoirs, traditionnellement transmis de mère en fille. Tina et Ari font partie de la famille de Tok Wan. Le tigre de cette dernière protège sa famille et leur village. Tina, amoureuse d'Ari, nourrit le rêve secret de l'épouser, même si les villageois se moquent souvent d'Ari pour ses manières efféminées. Profondément marqué par ces insultes, Ari se cache derrière sa relation avec sa proche amie Tina. Malgré les objections de ses parents, Tina semble destinée à devenir la prochaine gardienne du tigre mystique. Mais Ari se met en avant pour offrir de prendre cette place.

## Distribution
- Maya Karin : Tina
- Rusdi Ramli : Ari
- Azean Irdawaty : Tok Wan Rimau

## Récompenses
- Festival du film de Malaisie 2007 : prix du meilleur réalisateur pour Shuhaimi Baba, meilleur acteur pour Rusdi Ramli, meilleure actrice dans un second rôle pour Azean Irdawaty, meilleure histoire originale et meilleure musique de film[2]